# (13367) Jiří
(13367) Jiří (1998 UT24) – planetoida z pasa głównego asteroid okrążająca Słońce w ciągu 5,71 lat w średniej odległości 3,19 j.a. Odkryta 18 października 1998 roku.